# Орс
Орс (вірм. Հորս) — село в марзі Вайоц-Дзор, на півдні Вірменії. Село розташоване за 21 км на північний захід від міста Єхегнадзор та за 5 км на південний захід від найближчого села Саллі, які розташоване на трасі Мартуні — Єхегнадзор.